# Swaziland i olympiska sommarspelen 1996
Swaziland deltog i de olympiska sommarspelen 1996 med en trupp bestående av sex deltagare, men ingen av landets deltagare erövrade någon medalj.

## Boxning
Mellanvikt
- Dan Mathunjawa
  1. Omgång 1 — Förlorade mot Ludovik Plachetka (Tjeckien), 4-20

## Friidrott
Herrarnas längdhopp
- Victor Shabangu
  - Kval — 6.79m (→ gick inte vidare, 43:e plats)

Herrarnas maraton
- Isaac Simelane — 2:23.43 (→ 62:e plats)
- Daniel Sibandze — 2:28.49 (→ 78:e plats)